# Menorah de la Knesset

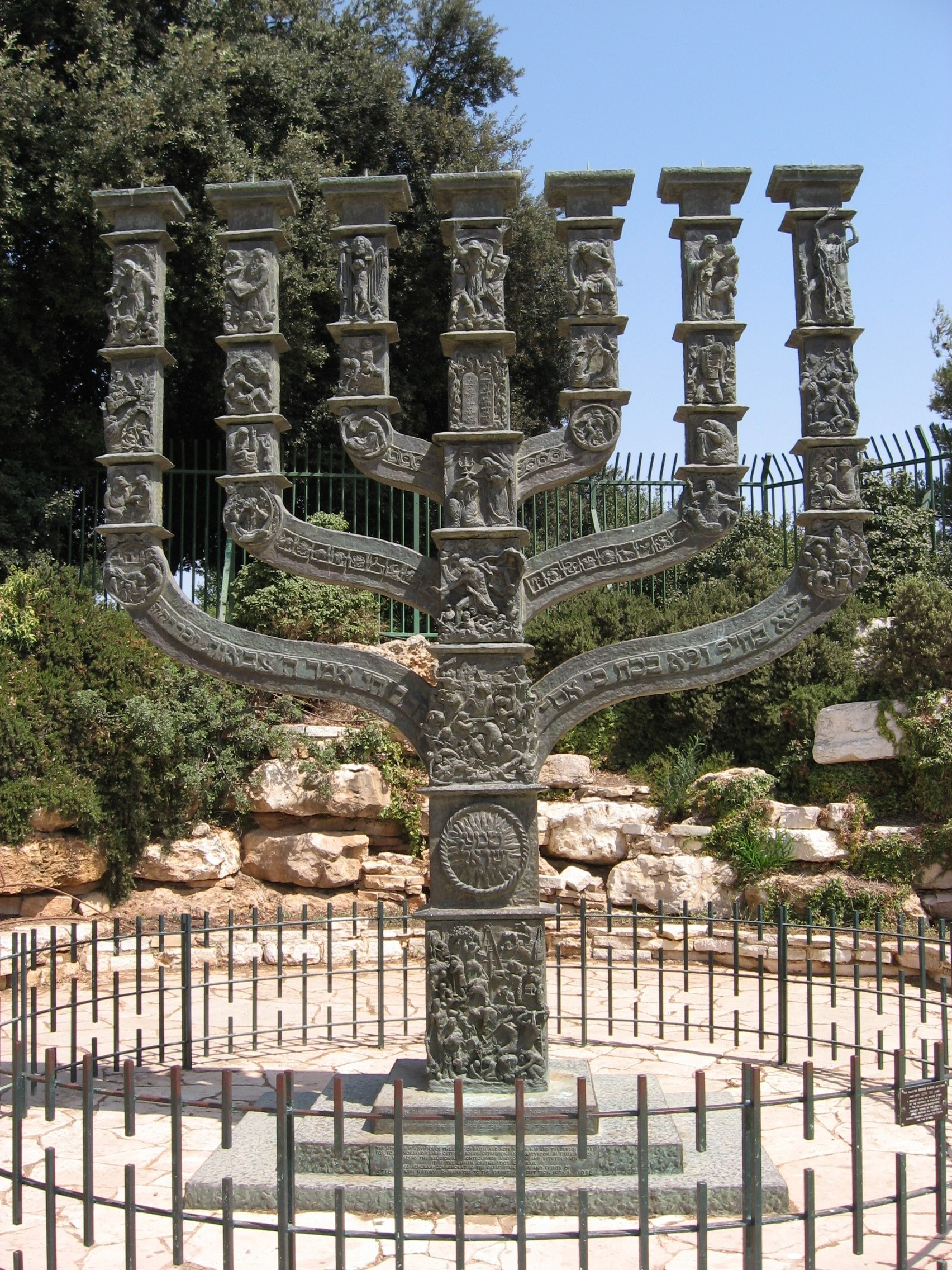
La Menorah de la Knesset

La Menorah de la Knesset (en hébreu מנורת הכנסת Menorat HaKnesset), ou Grande Menorah, est une menorah en bronze de 4,30 mètres de haut sur 3,5 mètres de large et pesant 4 tonnes. Ce monument est situé à Jérusalem, en bordure du Gan Havradim (« Jardin des Roses »), face à la Knesset, le Parlement israélien. Son auteur est Benno Elkan (1877-1960), sculpteur juif allemand qui a fui le nazisme pour se réfugier au Royaume-Uni. L'œuvre a été offerte à la Knesset par le Parlement britannique le 15 avril 1956 en l'honneur du huitième anniversaire de l'indépendance d'Israël.
La forme de la Menorah de la Knesset s'inspire du candélabre d'or qui se trouvait dans le Temple de Jérusalem. Une série de bas-reliefs en bronze illustre les luttes du peuple juif pour survivre et représente des événements historiques ainsi que des scènes bibliques. Les six branches latérales dépeignent différents épisodes depuis l'exil à Babylone. La branche centrale évoque le sort des Juifs, depuis le retour à Sion jusqu'à l'établissement de l'État d'Israël moderne.

## Histoire
Benno Elkan avait déjà créé une série de candélabres à sept branches avant la Menorah de la Knesset, en partie avec des motifs chrétiens, notamment pour l'abbaye de Westminster, à Londres. Le sculpteur a ensuite développé l'idée du grand candélabre « en tant que symbole du judaïsme » à partir de 1947. En 1949, il a commencé à concevoir des motifs inspirés de « l'histoire du peuple juif depuis l'époque biblique jusqu'à la fondation de l'État d'Israël ». Il souhaitait initialement envoyer la Menorah dans tous les lieux de la diaspora juive, puis il a imaginé de l'installer à une entrée de port en Palestine, comme un symbole comparable à celui de la statue de la Liberté à New York.

## Galerie
Détails de la Menorah

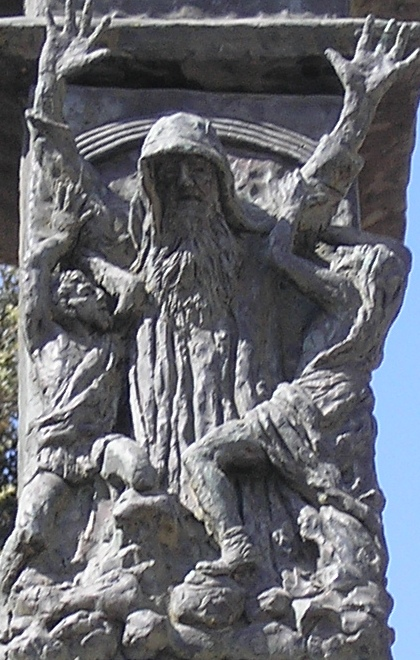
Moïse
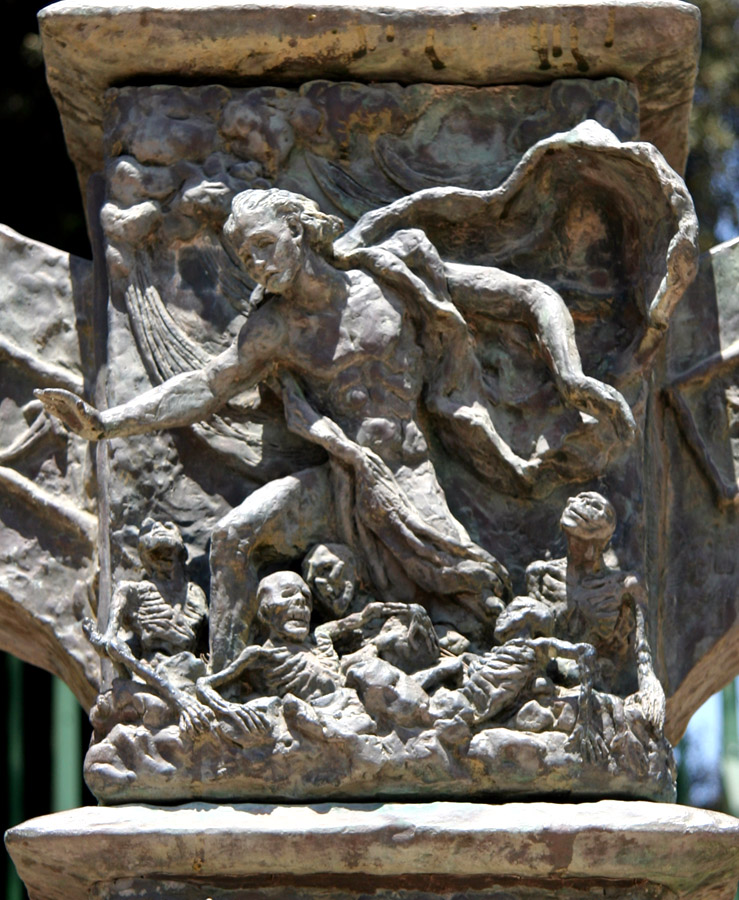
Ézéchiel
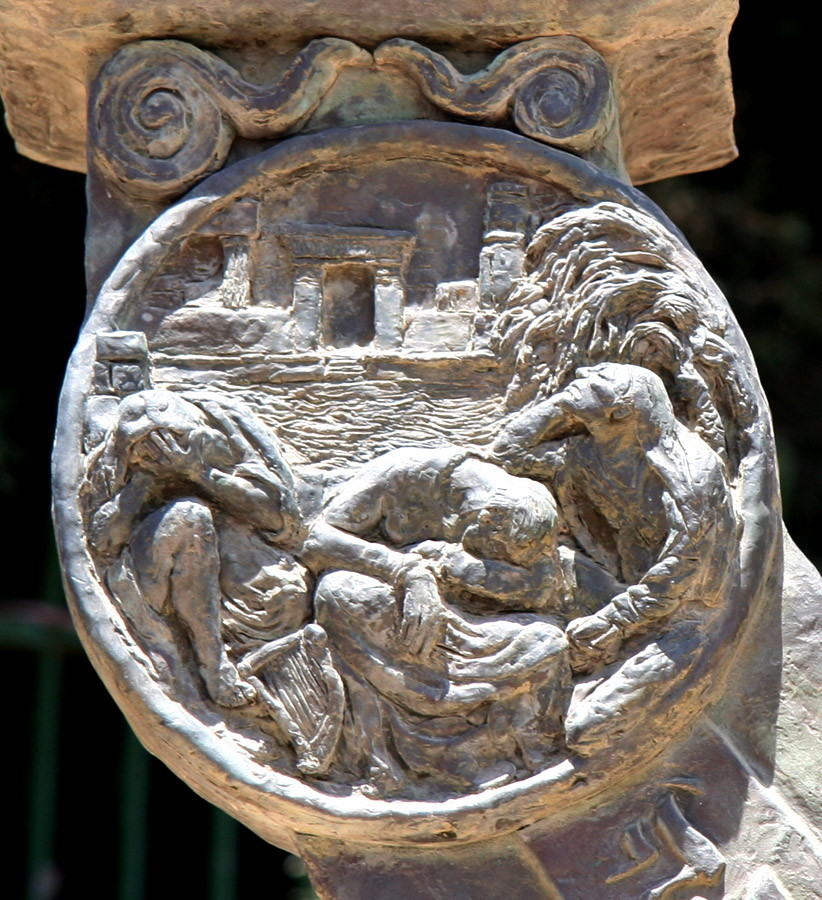
L'exil à Babylone
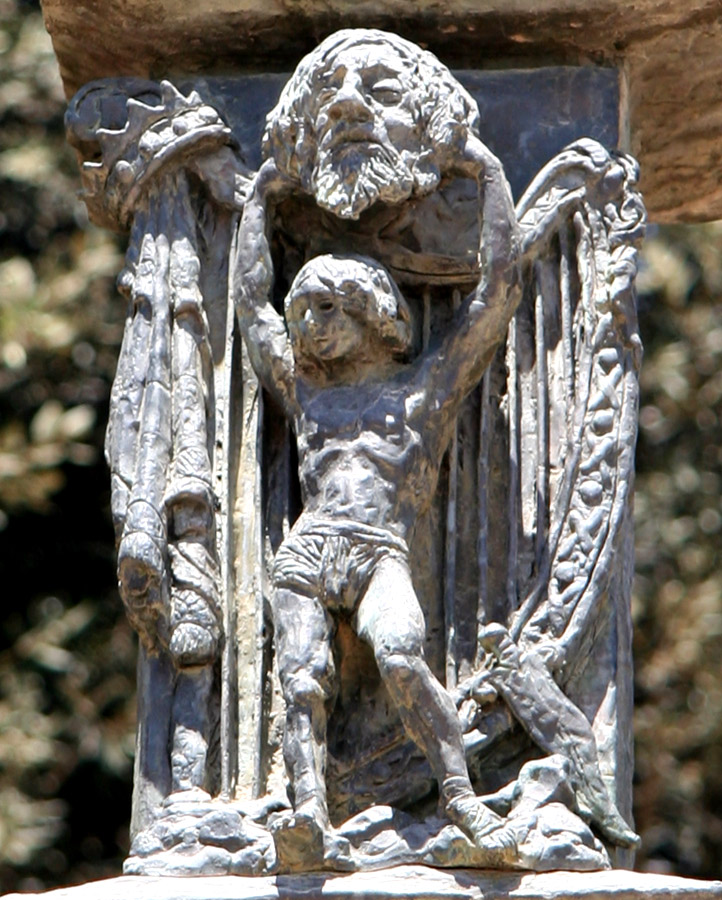
David et Goliath
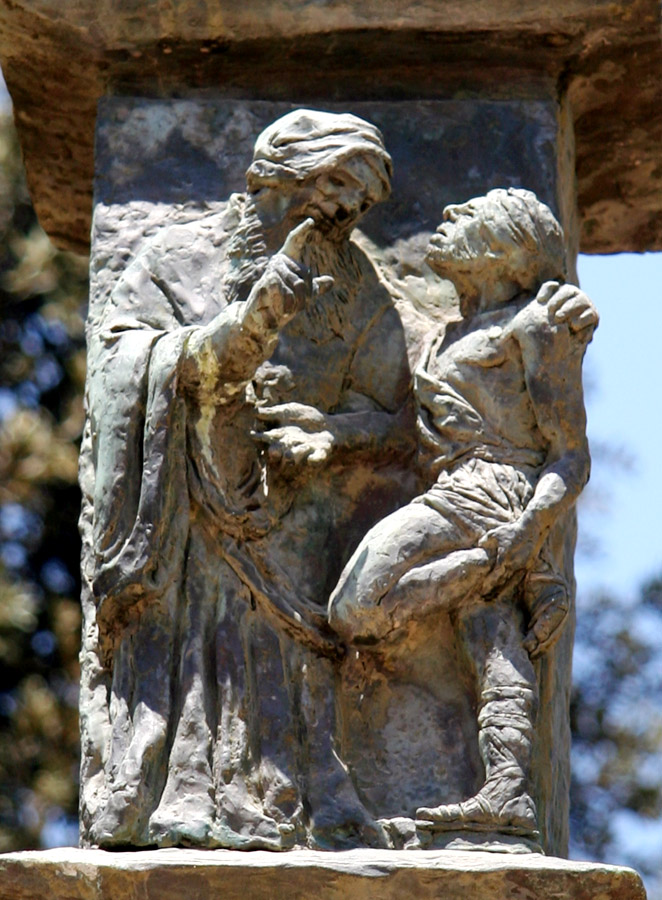
Hillel Hazaken
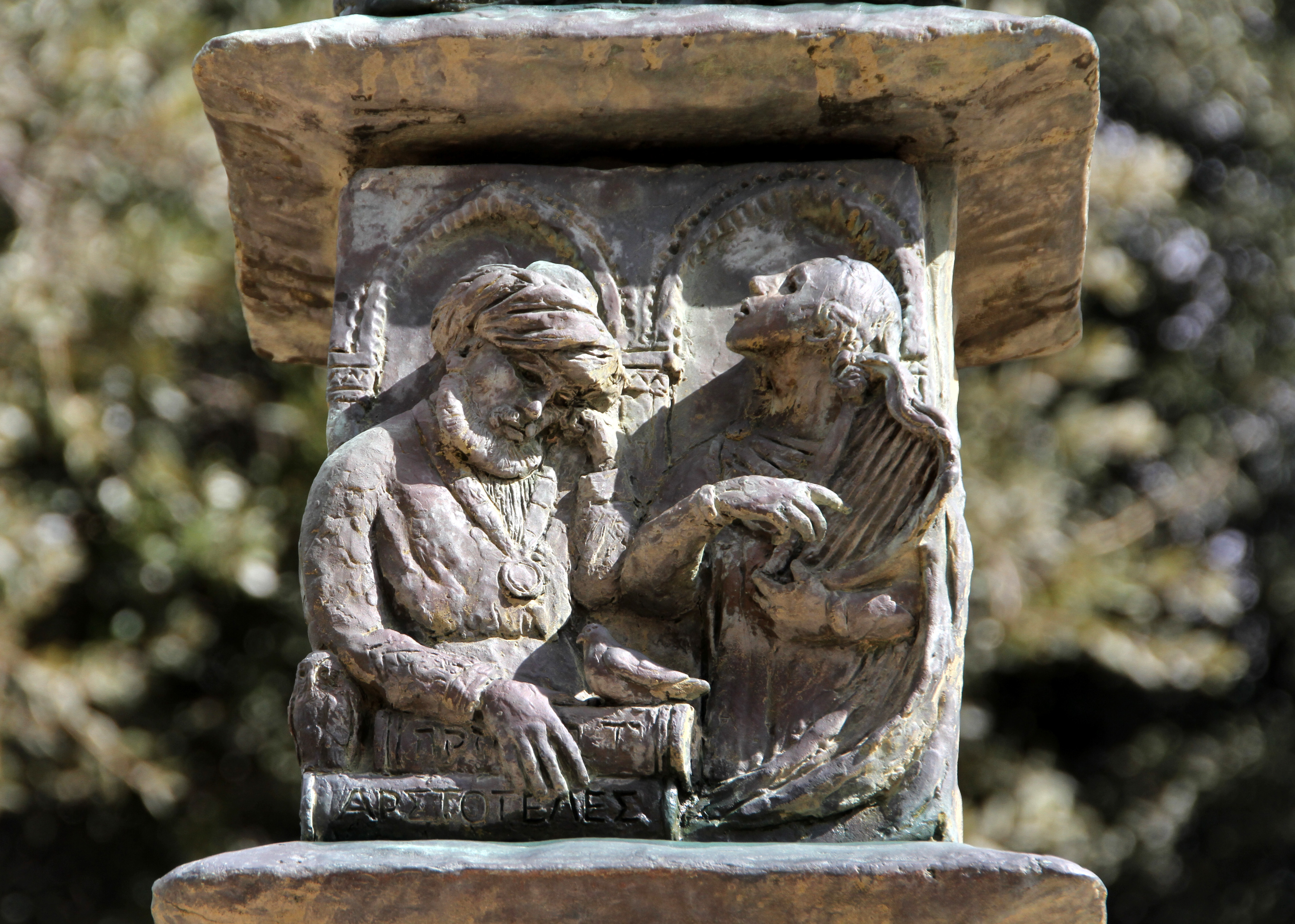
Juifs d'Espagne
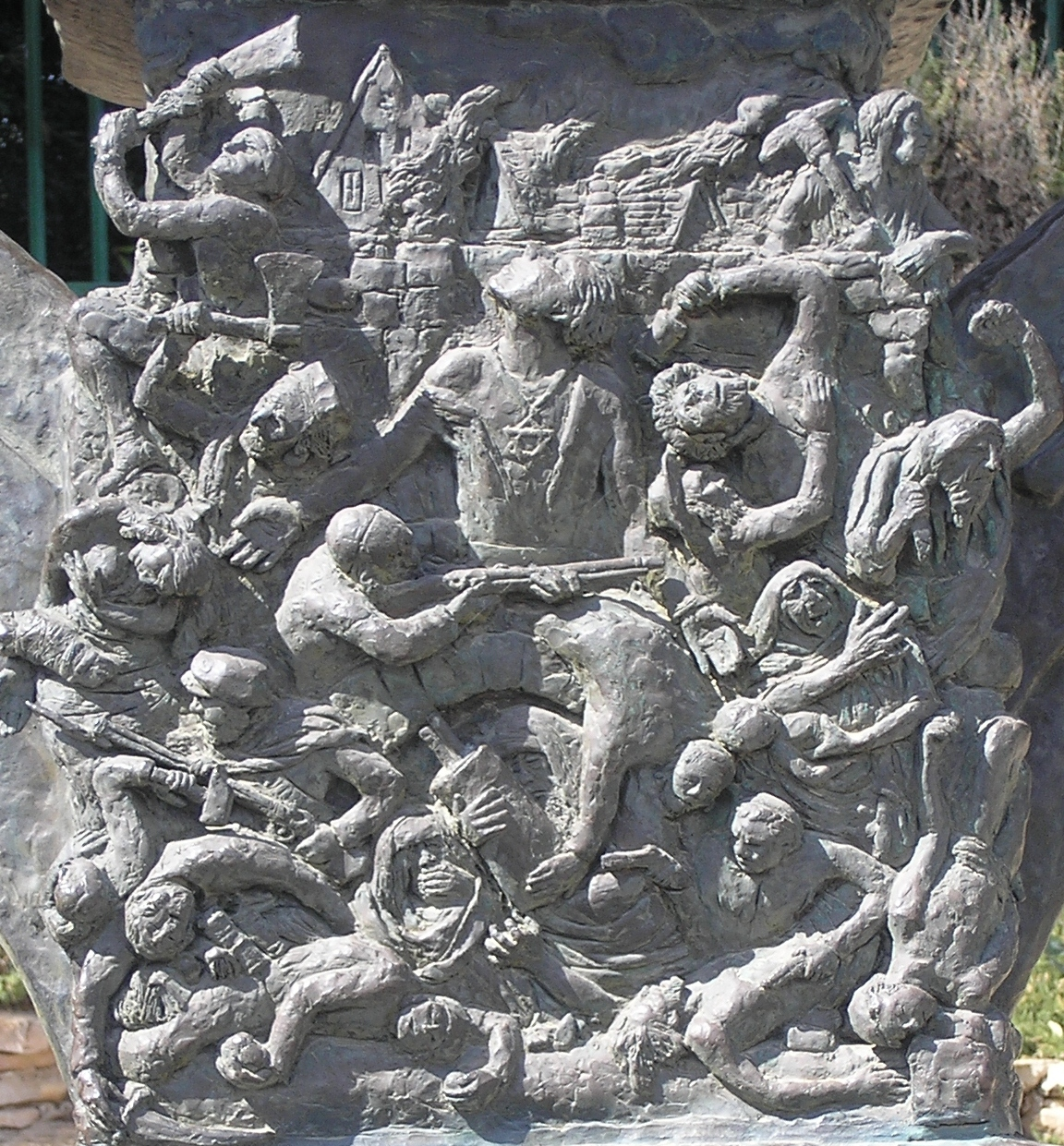
L'insurrection du ghetto de Varsovie
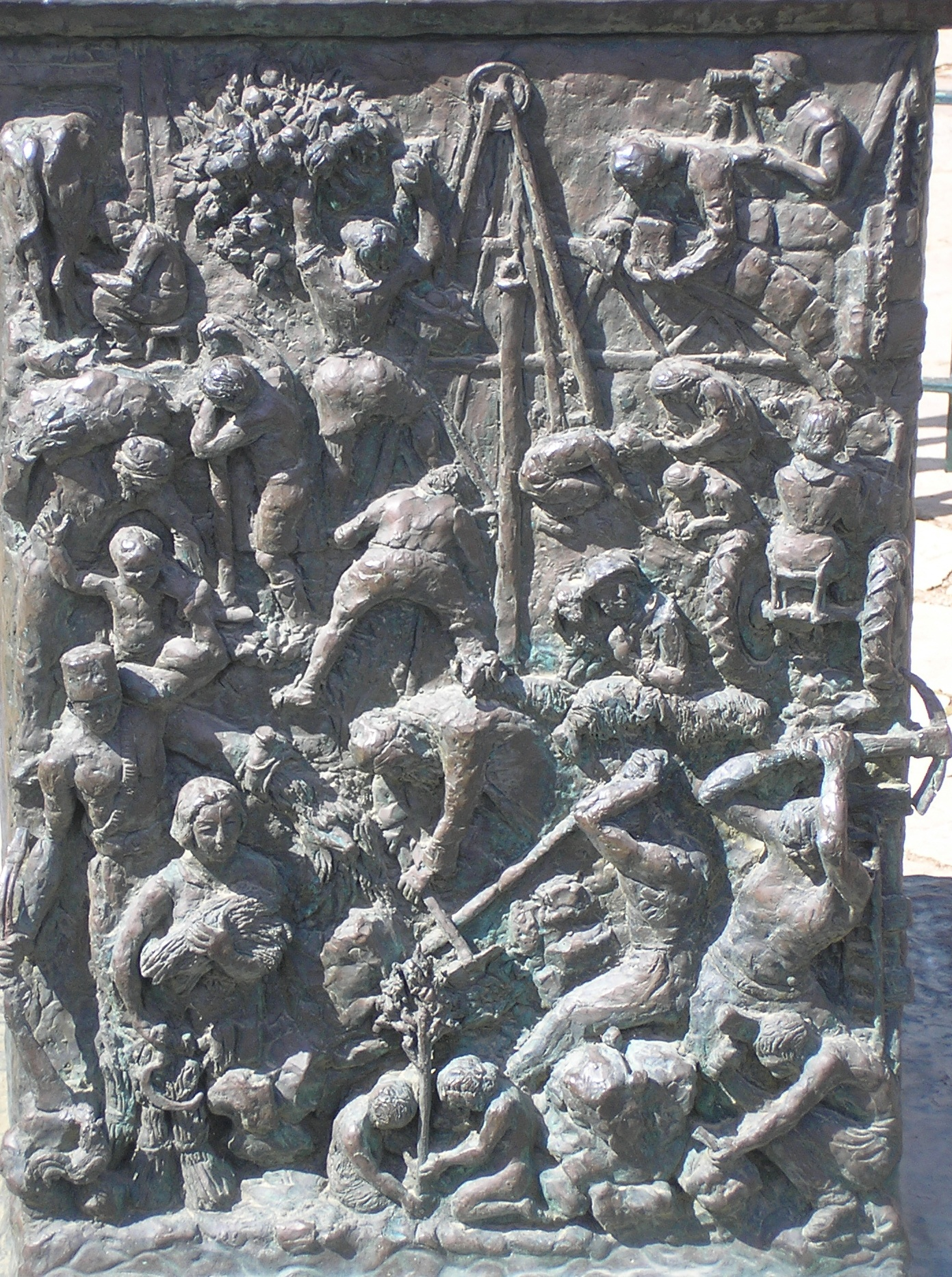
Pionniers en Israël